# Władimir Toporow
Władimir Nikołajewicz Toporow (ros. Влади́мир Никола́евич Топоро́в, ur. 5 lipca 1928 w Moskwie, zm. 5 grudnia 2005 tamże) – rosyjski filolog, indoeuropeista, semiotyk kultury.
W 1951 roku ukończył studia na wydziale filologicznym MGU, zaczął publikować w 1958 roku.
Jeden z założycieli i czołowych przedstawicieli Tartusko-moskiewskiej szkoły semiotyki. Pracował w Instytucie Słowianoznawstwa Rosyjskiej Akademii Nauk i w Rosyjskim Państwowym Uniwersytecie Humanistycznym. 
Był redaktorem pism „Etimologija” (1963–2005) i „Bałto-sławianskije issledowanija” (1980–2005), „Linguistica Baltica”, „Kodikas”, „International Journal of Poetics”, „Proverbium”, „Elementa. The Journal of Slavic Studies and Comparative Cultural Semiotics” i „Russian Literature”.
Jeden z najbardziej uniwersalnych humanistów współczesności, autor ok. 1500 prac (w tym kilkunastu obszernych monografii), odnoszących się do wielu dyscyplin naukowych: językoznawstwa, literaturoznawstwa, folklorystyki, religioznawstwa, mitologii. 
Od 1990 roku członek Rosyjskiej Akademii Nauk. Pierwszy laureat nagrody fundacji Aleksandra Sołżenicyna (1999). W roku 1990 otrzymał nagrodę państwową ZSRR. Odmówił jednak jej przyjęcia, by w ten sposób zaprotestować przeciwko represyjnej polityce administracji ZSRR prowadzonej na terenie Litwy. W 2003 roku został laureatem nagrody im. Andrieja Biełego.
W 1993 roku został doktorem honoris causa Uniwersytetu Wileńskiego. W 1999 roku odznaczony orderem Wielkiego Księcia Giedymina, a w 2002 roku orderem Trzech Gwiazd. Był członkiem honorowym Łotewskiej Akademii Nauk, a także członkiem Academia Europaea, International Semiotic Society, International Language Origin Society i Peirce Philosophical Society. Laureat Nagrody Literackiej ustanowionej przez Aleksandra Sołżenicyna - 1998 r.
Pochowany na Cmentarzu Piatnickim w Moskwie.

## Tłumaczenia publikacji na język polski
- Miasto i mit, Gdańsk 2000, Wyd. Słowo/obraz terytoria, ISBN 83-88560-21-2
- Przestrzeń i rzecz, Kraków 2003, Wyd. Universitas, ISBN 83-242-0369-9